# Fox News Channel
Fox News Channel (abgekürzt FNC, häufig bloß Fox News oder Fox genannt) ist ein US-amerikanischer Nachrichtensender mit Sitz in New York. Er ging im Oktober 1996 auf Sendung und gehört zum Medienkonzern Fox Corporation des australisch-US-amerikanischen Unternehmers Rupert Murdoch. Mit bis zu 3,57 Millionen Zuschauern zur Primetime ist Fox News der meistgesehene Nachrichtenkanal der USA.
Der Sender wird dem rechtskonservativen und der Republikanischen Partei nahe stehenden Spektrum zugeordnet. Kritiker werfen dem Sender Verbreitung von Desinformation vor: In den Sendungen von Fox würden neben Nachrichten vielfach „Alternative Fakten“ bzw. Fake News verbreitet.

## Geschichte
Rupert Murdochs News Corporation übernahm im Jahre 1985 die Holdinggesellschaft des Filmstudios 20th Century Fox und verkündete noch im gleichen Jahr Pläne, ein viertes Fernsehnetwork neben den bereits etablierten Networks ABC, CBS und NBC zu gründen. Nachdem Rupert Murdoch 1985 amerikanischer Staatsbürger geworden war (dies war nach den Regeln der amerikanischen Medienaufsicht FCC eine Voraussetzung für den Besitz von Fernsehsendern in den USA), erwarb er von Metromedia sechs Fernsehstationen in amerikanischen Großstädten. Dieser Erwerb bildete die Grundlage der Fox Broadcasting Company. Da diese im Laufe der Zeit einen erheblichen Marktanteil auf dem amerikanischen Fernsehmarkt erringen konnte, verkündete Murdoch im Januar 1996, einen 24-Stunden-Nachrichtenkanal nach dem Vorbild von CNN zu gründen. Als Chef des Senders konnte er den ehemaligen Berater der Republikanischen Partei und NBC-Mitarbeiter Roger Ailes gewinnen.
Nach einer Testphase ging der Fox News Channel am 7. Oktober 1996 auf Sendung. Beim Start hatte der Sender eine Reichweite von 10 Mio. Haushalten und war in vielen Großstädten, insbesondere in Los Angeles und New York City, zunächst nicht zu empfangen. Bis heute richtet sich der Sender eher an ein ländliches Publikum. Das Programm bestand tagsüber aus Nachrichtensendungen und abends aus Meinungsprogrammen wie The Five, The O’Reilly Factor (anfangs The O’Reilly Report) und Hannity. Ähnlich wie bei CNN wurde das laufende Programm bei aktuellen Ereignissen mit dem Fox News Alert unterbrochen, doch setzte Fox von Anfang an stärker als die Konkurrenz auf Infotainment; aufgrund des großen kommerziellen Erfolges des Senders färbte dies in der Folgezeit zunehmend auch auf die Mitbewerber ab und veränderte nach Ansicht von Beobachtern langfristig den Charakter des amerikanischen Nachrichtenfernsehens. Um die Verbreitung des Senders zu vergrößern, bot Murdoch den Kabelnetzbetreibern anfangs 11 Dollar pro Kunden an, wenn diese Fox News in ihr Angebot aufnahmen. Einen Rechtsstreit gab es um die Einspeisung des Senders in das Kabelnetz von New York City, welches dem Medienkonzern Time Warner gehörte. Dieser hatte kurz zuvor die Muttergesellschaft des Konkurrenten CNN übernommen und deshalb die Auflage bekommen, einen zweiten Nachrichtensender in sein Kabelangebot aufzunehmen. Time Warner wählte allerdings nicht Fox News, sondern den Konkurrenten MSNBC. Der Rechtsstreit wurde schließlich mit einem Vergleich beendet, der die Übernahme des Senders in das Kabelnetz der Stadt ermöglichte. Später spielte Fox News eine entscheidende Rolle sowohl bei der medialen Bekanntmachung als auch der Organisation der Tea-Party-Bewegung.
CEO des Senders war seit der Gründung zwanzig Jahre lang Roger Ailes. Im Juli 2016 kam es zum Skandal, als ihm mehrere Mitarbeiterinnen vorwarfen, sie sexuell belästigt zu haben. Ailes musste wenig später auf Druck von Rupert Murdoch seinen Posten räumen. Ähnlich erging es im April 2017 Bill O’Reilly, einem der Stars des Senders, von dem sich Fox News trennen musste, nachdem bekannt wurde, dass Millionenbeträge gezahlt worden waren, um Belästigungsvorwürfe gegen den Moderator außergerichtlich beizulegen. Nachdem sich zahlreiche wichtige Werbekunden geweigert hatten, weiter Spots in O’Reillys Sendung zu schalten, trennte sich der Sender im April 2017 auch von ihm.

## Sendelogos

Erste Version (1996–2002)
3D-Version (1996–2002)
Aktuelle Version

## Politische Ausrichtung und Neutralität
Fox News Channel gilt als ein Paradebeispiel für das Aufkommen dezidiert parteiischer Nachrichtensender im US-amerikanischen Fernsehen in den 1990er Jahren. Diese Entwicklung wird zumeist als schädlich für den öffentlichen Diskurs wahrgenommen, da weder MSNBC- noch Fox-News-Zuschauer angemessen mit abweichenden Meinungen konfrontiert werden, sondern darin bestärkt werden, ihre subjektive Weltsicht für objektiv richtig zu halten. Kritiker werfen dem Sender wiederholt Verbreitung von Desinformation vor. Ebenso wird kritisiert, Fox würde neben Nachrichten vielfach „Alternative Fakten“ bzw. Fake News verbreiten.
Fox News warb seit der Gründung 1996 mit dem Slogan Fair and Balanced (dt.: „Gerecht und ausgewogen“), der 2017 zugunsten von Most Watched. Most Trusted („Meistgesehen. Meistvertraut.“) aufgegeben wurde. Zu den Slogans gehört auch We report. You decide (dt.: „Wir berichten. Sie entscheiden.“) und beansprucht damit, eine neutrale Berichterstattung zu betreiben. Zahlreiche Wissenschaftler  sowie Kritiker aus konkurrierenden Medien und der Demokratischen Partei sehen dagegen eine deutlich der politischen Rechten und der Republikanischen Partei zuneigende Ausrichtung des Senders, in besonderem Maße während des Irakkrieges, aber auch während des Wahlkampfes zur US-Präsidentschaftswahl 2008 und nochmals verstärkt seit der Amtsübernahme Barack Obamas. Grundsätzlich lässt sich sagen, dass der Sender, vor allem jenseits der eigentlichen Nachrichtensendungen, Obama und Bill Clinton in der Regel sehr kritisch, George W. Bush hingegen insgesamt positiv darstellte. Dem wird vom Sender entgegengehalten, nicht etwa Fox News ergreife Partei für die Rechten, sondern praktisch die gesamte restliche Medienlandschaft der USA sei linkslastig und werde von Liberalen dominiert; einzig FNC betrachte „die konservative Sichtweise mit demselben Respekt wie die liberale Sichtweise.“
Die Wahrnehmung der Fox-Zuschauer folgt dieser Sichtweise und widerspricht dabei der Einschätzung der meisten Wissenschaftler: Eine 2007 veröffentlichte Umfrage des Rasmussen Reports untersuchte die öffentliche Wahrnehmung der politischen Ausrichtung der großen US-amerikanischen Medien einschließlich Fox News. Laut dieser Umfrage gaben 31 % der befragten Zuschauer an, Fox News habe eine konservative Voreingenommenheit, 15 % erklärten, der Sender habe eine linke Voreingenommenheit, und 36 % erklärten, dass Fox News’ Berichterstattung weder eine konservative noch linke Voreingenommenheit aufweise. Mit diesen 36 % erreichte Fox-News unter allen Nachrichtensendern und den großen amerikanischen Fernsehsendern (ABC, CBS, NBC) den höchsten Wert an Befragten, die einem Sender eine unvoreingenommene Berichterstattung zuschrieben. Im Vergleich dazu attestierten 32 % der Befragten CNN eine unvoreingenommene Berichterstattung, und nur 25 % der Befragten erklärten, dass ABC, CBS und NBC eine unvoreingenommene Berichterstattung hätten. 2019 beschrieben sich 93 % der Erwachsenen, die Fox News als ihre primäre politische Informationsquelle nannten, als republikanisch oder republikanisch tendierend.
In dem Film Outfoxed des Filmproduzenten Robert Greenwald wird dem Sender einseitige Berichterstattung und Manipulation vorgehalten. Ehemalige Mitarbeiter von Fox News berichten darin von Anweisungen, Republikaner positiv und Demokraten negativ darzustellen. Fox News wies den Vorwurf zurück. Einige der Befragten hätten nie für den Sender gearbeitet, andere wären aufgrund von Inkompetenz entlassen worden. Der Sender bot an, alle internen Anweisungen zu veröffentlichen, wenn die Macher des Films dies im Gegenzug auch tun würden.
Glenn Beck berichtete 2009, dass Roger Ailes die „Glenn Beck Show“ gezielt vom CNN-Ableger HLN zu Fox News abgeworben habe, weil der Sender die neue, vom demokratischen Präsidenten Obama geführte Regierung anzugreifen gedenke.

## Medienwirkung
Im November 2011 kam eine Studie der Fairleigh Dickinson University zu dem Ergebnis, Zuschauer von Fox News seien nicht nur deutlich schlechter informiert als die anderer Sender, sie wüssten im Durchschnitt sogar weniger über das tatsächliche politische Tagesgeschehen als solche US-Amerikaner, die überhaupt keine Nachrichten sähen.
Eine 2007 veröffentlichte Studie der University of California, Berkeley untersuchte den politischen Einfluss der Einführung von Fox News in die lokalen TV-Märkte der USA zwischen 1996 und 2000. Die Studie kam zu dem Ergebnis, dass sich durch die Einführung von Fox-News der Wähleranteil der Republikaner bei den Präsidentschaftswahlen 2000 erhöht habe. So überzeugte Fox News laut Studie „3 bis 28 Prozent seiner Zuschauer, die Republikaner zu wählen, je nach der gemessenen Zuschauerschaft“.

## Kontroversen

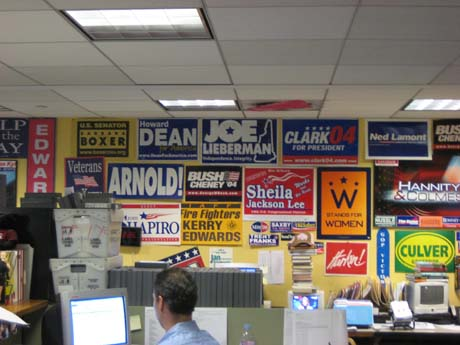
Redaktion Hannity & Colmes

### Propaganda gegen Obama-Administration
Im Jahr 2009 kam es folgerichtig zu einer Auseinandersetzung des Senders mit dem Weißen Haus. Anita Dunn, die damalige Kommunikationsdirektorin des Weißen Hauses, warf Fox News u. a. einen „Krieg gegen Barack Obama und das Weiße Haus“ vor. Der Sender wies die Vorwürfe zurück und bezeichnete die Nachrichtensendungen, die vor allem zwischen 9 und 16 Uhr EST sowie zwischen 18 und 20 Uhr EST gezeigt würden, als objektiv; die anderen Sendungen seien hingegen als „Meinungsprogramme“ klar zu erkennen, ihre Parteinahme gegen den Präsidenten sei daher legitim. Im Januar 2010 erhielt die republikanische Vizepräsidentschaftskandidatin von 2008 und ehemalige Gouverneurin von Alaska Sarah Palin einen langfristigen Vertrag als Kommentatorin. Der Sender finanzierte den Ausbau ihres privaten Wohnzimmers in Wasilla zu einem Fernsehstudio, um ihr die neue Medienrolle zu erleichtern. Von 2008 bis 2015 moderierte Mike Huckabee, ehemaliger Gouverneur von Arkansas und Bewerber für die republikanische Präsidentschaftskandidatur 2008 und 2016, eine Wochenendshow auf Fox News. Auch der heutige republikanische Gouverneur von Ohio und Bewerber für die republikanische Präsidentschaftskandidatur 2000 und 2016 John Kasich hatte 2001 die Sendung Heartland auf Fox News moderiert. Alle drei Politiker nahmen in ihren Beiträgen selbstverständlich rechtskonservative Positionen ein.
Vor allem seit dem Engagement von Glenn Beck und Sarah Palin, die Aushängeschilder der rechten Tea-Party-Bewegung geworden waren, diente Fox News dieser Bewegung mit Berichten über ihre Veranstaltungen, Anliegen und Repräsentanten als eine Art Haussender. Die linksliberale „Watchdog“-Organisation Media Matters for America, die sich laut ihrer Eigendarstellung „der Beobachtung, Analyse und Korrektur konservativer Falschinformation in den US-Medien“ verschrieben hat, warf dem Sender in diesem Zusammenhang vor, eine bewusst verzerrende Berichterstattung zu betreiben, etwa indem er Äußerungen von Präsident Obama und anderen Demokraten gezielt aus dem Kontext gerissen und für einen Beitrag über eine Tea-Party-Versammlung Filmmaterial von anderen Veranstaltungen verwendet habe, um diese Versammlung größer erscheinen zu lassen. Letzteres erklärte Fox News mit einem Versehen.
Am Abend der Präsidentschaftswahl 2012 war Fox News allerdings der erste Sender, der früh und korrekt prognostizierte, dass der entscheidende Bundesstaat Ohio an Obama gehen werde, dessen Wiederwahl damit so gut wie feststand. Mehrere Moderatoren, insbesondere aber der als Gastkommentator geladene Karl Rove, weigerten sich zunächst, diese Vorhersage zu akzeptieren. Fox News hatte vor der Wahl wiederholt eine deutliche Niederlage Obamas prognostiziert.
Am 3. Februar 2015 zeigte der Sender unzensiert in voller Länge von 22 Minuten auf seiner Netzseite die Verbrennung des jordanischen Kampfpiloten Muʿādh al-Kasāsba, welcher in Gefangenschaft des IS genommen war. Fox bekam international scharfe Kritik, das Video ist derzeit aber immer noch in allen Ländern aufrufbar.
Wissenschaftler kamen in einer im Jahr 2017 veröffentlichten Studie zu dem Ergebnis, dass die Medienberichterstattung von Fox News über Obamas Gesundheitsreform während dessen Präsidentschaft kein Journalismus, sondern Propaganda dagegen war.

### Einsatz für Donald Trump und mangelndes Verständnis von Faktentreue
Fox News machte ebenfalls Stimmung für den US-Präsidenten Donald Trump und galt als dessen Propagandasender. 2011 gab Trump auf Fox News bekannt, in die Politik einsteigen zu wollen. Dabei erklärte er unter anderem, dass der damalige Präsident Obama nicht in den USA, sondern in Kenia geboren sei. Obwohl dies eine Falschbehauptung gewesen war, die bereits zuvor widerlegt worden war, sendete Fox News in den folgenden Wochen mehr als 50 Beiträge, die diese Behauptung diskutierten.
Mit Beginn von Trumps Präsidentschaft Anfang 2017 wurde Fox News Trumps Sprachrohr. Unter anderem verbreitete der Sender die von Trump vielfach wiederholte Falschbehauptung, dass es bei der Präsidentschaftswahl in den Vereinigten Staaten 2020 einen groß angelegten Wahlbetrug gegeben habe und Trump die rechtmäßige Wiederwahl durch Joe Biden gestohlen worden sei. Unter anderem ließ es in diesem Kontext Kommentatoren zu Wort kommen, die rechte Verschwörungstheorien verbreiteten. Der ehemalige australische Premierminister Malcolm Turnbull schrieb angesichts dieses Wirkens, dass Fox-News-Eigner Rupert Murdoch die US-amerikanische Demokratie mittels Fox News wahrscheinlich stärker beschädigt habe als jeder andere Mensch. Nachdem auf Fox News wiederholt die Behauptung zu sehen war, dass Wahlmaschinen für den Wahlbetrug verantwortlich seien, verklagten Hersteller dieser Maschinen den Sender wegen Rufschädigung auf Schadensersatz in Milliardenhöhe.
Fox News, bei dem viele Moderatoren Trump-Sympathisanten sind bzw. waren, galt als Propagandasender des US-Präsidenten Donald Trump. Doch geriet Fox News im Verlauf der US-Präsidentschaftswahl 2020 bei Trump in Ungnade, weil Fox News die Wahlergebnisse sendete, ohne sich die Wahlfälschungsvorwürfe von Trump zu eigen zu machen. Trump wendete sich schließlich bezüglich Nachrichtensendungen von Fox News ab und zu One America News hin.
Fox News verbreitete danach wissentlich die Falschmeldung, dass mehrere Firmen für Wahlsoftware mit George Soros konspirierten und durch verfälschte Wahlauszählungen Trump stürzen wollten. Im April 2023 stimmte Fox News in einem Rechtsstreit mit dem Wahlmaschinenhersteller Dominion Voting Systems (der Fox News wegen Verleumdung verklagt hatte) einem Vergleich bzw. der Zahlung von 787,5 Millionen Dollar zu, nachdem über Gerichtsanträge belastendes Material publik gemacht wurde. So belegten die Gerichtsakten, dass Fox News die Wahlfälschungsvorwürfe von Trump weiter sendete und diesen nicht widersprach, obwohl sowohl die Fox-Redaktion als auch Fox-Eigentümer Rupert Murdoch wussten, dass die Wahlfälschungsvorwürfe von Trump und seinen Unterstützern haltlos waren. Als eine Fox-News-Korrespondentin (Kristin Fisher) entgegen der Firmenpolitik des Senders im Nachgang der Präsidentschaftswahl 2020 Wahlfälschungsvorwürfe von Trump-Unterstützer Rudy Giuliani einem Faktencheck unterzog, beschwerte sich Suzanne Scott (CEO von Fox News) darüber; Faktenchecks zur US-Wahl 2020 seien für Fox „schlecht fürs Geschäft“. Eigener Aussage zufolge wurde Kristin Fisher nach dem Faktencheck von ihrem Arbeitgeber mundtot gemacht. Fisher wechselte schließlich zu einem anderen Sender.
Beim Sturm auf das Kapitol wandten sich die Fox-Moderatoren Laura Ingraham, Sean Hannity und Brian Kilmeade an Trumps Stabschef Mark Meadows, um Trump zu einer öffentlichen Stellungnahme zu bewegen und damit die Krawalle zu stoppen. In den Textnachrichten schrieben sie an Meadows: „Das schadet uns allen. Er zerstört sein Vermächtnis.“ sowie „alles, was ihr erreicht habt“.

### Falschinformationen zur COVID-19-Pandemie
2020 geriet der Sender wegen der Verbreitung einer Vielzahl von Falschinformationen zur COVID-19-Pandemie in die Kritik. Unter anderem spielten Moderatoren und Gäste die Gefahren herunter und warfen Demokraten und anderen Medien vor, die Gefahren zu übertreiben, um Donald Trump zu schaden. Einer Umfrage von Mitte März 2020 zufolge glaubten 79 % der Fox-News-Konsumenten, dass die Medien die Gefahren im Zusammenhang mit der Ausbreitung des Corona-Virus übertreiben würden. Eine weitere Umfrage Ende Mai 2020 ergab, dass 50 % der Menschen, die sich primär über Fox News informierten, die Verschwörungstheorie für wahr halten, dass Bill Gates das Virus geschaffen hätte, um die Menschen zu impfen und auf diese Weise einen Mikrochip zur Überwachung zu implantieren.
Mit Stand Ende Juni 2020 kamen mehrere Studien zum Ergebnis, dass die Konsumenten von Fox News von dem Sender in verschiedener Hinsicht in Bezug auf die Pandemie falsch informiert und getäuscht wurden. Eine weitere 2021 publizierte Studie ergab, dass sich Menschen mit verstärktem Konsum von Fox News weniger an Maßnahmen zur Räumlichen Distanzierung hielten und weniger oft zu Hause blieben, nachdem in den USA ein nationaler Gesundheitsnotstand aufgerufen wurde. Dieses Verhalten war der Studie zufolge nicht auf die konservative Grundhaltung der Fox-News-Konsumenten zurückzuführen, sondern kausal auf die vom Sender verbreiteten Informationen zu COVID-19.

### Klimawandelleugnung
Fox News ist ein Schlüsselmedium der Klimawandelleugnung. Der Sender bestreitet im klaren Widerspruch zum klimatologischen Forschungsstand, dass der Mensch für die gegenwärtige Erderwärmung verantwortlich ist, und verbreitet auch weitere Falschaussagen im Hinblick auf Klimawandel und Klimaschutz. Unter anderem wird dort behauptet, dass die globale Erwärmung ungefährlich sei, dass es keinen Zusammenhang zwischen dem Klimawandel und den Waldbränden im Westen der USA gebe und der Klimawandel ein „politisches Werkzeug“ und eine „Obsession der Linken“ sei. Die Klimaaktivistin Greta Thunberg wurde auf dem Sender zudem als „geistig krank“ beschimpft. Darüber hinaus positionierte sich der Sender klar gegen den Green New Deal, ein Investitionsprogramm für eine nachhaltige Wirtschaft, was zur Folge hatte, dass die ursprünglich vorhandene Zustimmung unter republikanischen Politikern nach sechs Monaten nahe Null lag.
Eine 2012 publizierte Studie ergab, dass Fox News deutlich häufiger als andere TV-Sender über die globale Erwärmung berichtet, dies aber in einer stärker ablehnenden Art und Weise tue, die in der Öffentlichkeit Zweifel schürt. Demnach lehnten die Konsumenten den Klimawandel umso stärker ab, je mehr sie Fox News sahen.

### Kritik an Moscheenbau nahe Ground Zero
Im Sommer 2010 diskutierte die amerikanische Öffentlichkeit intensiv über den Bau eines muslimischen Gemeindezentrums in der Nähe von Ground Zero in New York. Die Berichterstattung von Fox News war durch besondere Ablehnung gekennzeichnet. Einer der Hauptinvestoren des Gemeindezentrums-Projekts ist Al-Waleed bin Talal. Fox News berichtete u. a., er finanziere islamischen Terrorismus und radikale Koranschulen. Unerwähnt blieb, dass Al-Waleed durch seinen Rotana-Medienkonzern neun Prozent der stimmberechtigten Aktien von Murdochs News Corp. hält und damit neben dessen Angehörigen größter Anteilseigner ist.

### Vorwürfe der sexuellen Belästigung
Im Sommer 2016 kam es zudem zu einem Skandal, als Gretchen Carlson, die lange eine der prominentesten Moderatorinnen des Senders gewesen war, nach ihrer Entlassung schwere Vorwürfe gegen Roger Ailes erhob, den sie wegen sexueller Belästigung verklagte. Nachdem sich weitere Mitarbeiterinnen den Vorwürfen angeschlossen hatten, musste Ailes im Juli 2016 zurücktreten. Im Frühjahr 2017 ergaben Recherchen der New York Times, dass der Sender zudem etwa 13 Millionen Dollar gezahlt hatte, um sich außergerichtlich mit mehreren Frauen zu einigen, die auch dem Starmoderator Bill O’Reilly sexuelle Übergriffe vorgeworfen hatten. Kurz darauf trennte sich der Sender von O’Reilly.

### Vergleich Dänemarks mit Venezuela
Im August 2018 äußerte sich Fernsehmoderatorin Trish Regan über eine angeblich durch staatliche Anreize eingeschränkte Arbeitshaltung in Dänemark, was als „alternative Fakten“ oder Fake News kritisiert wurde. Die Diskreditierung Dänemarks als sozialistisch war laut NZZ eine reflexartige Reaktion von Trump-Anhängern auf das Lob des Landes durch Bernie Sanders. Regans Vergleich Dänemarks mit Venezuela wurde von Massenmedien, Journalisten und Wissenschaftlern wie Paul Krugman zurückgewiesen, die dänische Botschaft in den USA veröffentlichte ein Faktenblatt. Regan korrigierte daraufhin den vermittelten Eindruck, Dänemark sei ein Krisenstaat wie Venezuela, behauptete jedoch weiterhin, dass ihre Aussagen korrekt seien und dass sie ihre Daten aus der New York Times, der Atlantic und von anderen großen Medienagenturen bekommen hätte. Die New York Times jedoch bestätigte die Daten der Wirtschaftsexperten.

## Entwicklung der Zuschauerzahlen

Weltweite Empfangbarkeit von Fox News (2010):
Gelistete Länder
Empfang über Satellitenfernsehen

Seit Januar 2002 ist Fox-News der meistgesehene Kabel-Nachrichtensender der USA. Ursächlich für diese Entwicklung war laut Charles L. Ponce de Leon die Welle des Patriotismus, die nach den Terroranschlägen am 11. September 2001 breite Teile der Bevölkerung erfasste. Im Zuge der frühen Phasen des zweiten Irakkriegs 2003 konnte Fox-News mit seiner dezidiert patriotischen und kriegsbefürwortenden Berichterstattung große Zuwächse an Einschaltquoten verzeichnen und seinen Vorsprung gegenüber seinen Hauptkonkurrenten CNN und MSNBC weiter ausbauen. So hatte sich auf dem Höhepunkt des Konfliktes die Zuschauerschaft von Fox-News um bis zu 300 Prozent auf durchschnittlich 3,3 Millionen Zuschauer täglich erhöht. Diese Zahlen sanken jedoch in der Folgezeit wieder.
Unter allen Kabelsendern rangierte Fox-News im Jahr 2006 auf Platz 8 und im Jahr 2007 auf Platz 6 der meistgesehenen Sender. Ab dem Jahr 2010 beliefen sich die Schätzungen für den jährlichen Gewinn des Senders auf 700 Mio. US-Dollar, womit er um ein Vielfaches höher liegt als die der anderen Nachrichtenkanäle und der Nachrichtensparte der drei großen Fernsehsender ABC, CBS und NBC.
In der Nacht des 22. Oktober 2012 erreichte Fox-News seinen historischen Zuschauerrekord mit der Übertragung des dritten Fernsehduells vor der amerikanischen Präsidentenwahl 2012, das von 11,5 Millionen Zuschauern gesehen wurde.
Im Jahr 2015 lag die durchschnittliche Zuschauerzahl bei 1,35 Millionen; die Sendung The O’Reilly Factor erreichte als erfolgreichste Sendung im Schnitt 3,4 Mio.
Auch fünf Jahre später war Fox News mit bis zu 3,57 Millionen Zuschauern zur Primetime der meistgesehene Nachrichtenkanal der USA;
als Flaggschiff von Fox News galt die Sendung Tucker Carlson Tonight, die im zweiten Quartal 2020 von 4,33 Millionen Menschen gesehen wurde und damit die höchste jemals gemessene Quote im amerikanischen Nachrichtensegment erreichte.
Auf der Videoplattform YouTube liegt Fox-News vor den Konkurrenzsendern CNN und MSNBC und erreichte im Juni 2020 rund 245 Millionen Videoaufrufe.

## Programm
Das Programm besteht u. a. aus folgenden Sendungen:
- Fox & Friends: Morningshow von 6 bis 9 Uhr EST, moderiert von Steve Doocy, Ainsley Earhardt und Brian Kilmeade, mit deutlich rechtskonservativer Tendenz.[70] Es handelt sich um ein politisches Unterhaltungsformat mit eingestreuten Nachrichten. Mit rund einer Million Zuschauern ist es die erfolgreichste Morning-Show der US-Nachrichtensender. Das Format gilt als wichtiges Medium für republikanische Politiker. Beispielsweise hatte der Präsidentschaftskandidat Mitt Romney im Jahr vor der Präsidentschaftswahl 2012 insgesamt 21 Gastauftritte.[71] Im darauffolgenden Jahr schlug ein Video, das dessen Kontrahenten der demokratischen Partei, Präsident Barack Obama angriff, hohe Wellen.[72]
- Your World with Neil Cavuto: Wirtschaftssendung von 16 bis 17 Uhr EST, moderiert von dem Wirtschaftsliberalen Neil Cavuto.
- The Five (ab 2011): Talkshow von 17 bis 18 Uhr EST mit Jesse Watters, Kimberly Guilfoyle, Greg Gutfeld, Dana Perino (sie war Pressesprecherin des Weißen Hauses unter George W. Bush) und Juan Williams, wobei Williams der einzige Liberale in der Runde ist, die anderen vier sind alle im konservativen Spektrum angesiedelt.
- Hannity (ab 2009): Meinungssendung von 21 bis 22 Uhr EST, moderiert vom rechtskonservativen Radiomoderator Sean Hannity. Die Sendung zeichnet eine deutlich politisch rechte Ausrichtung aus.[70] Hannity verteidigte dort oft die Politik von George W. Bush und griff die Politik von Barack Obama an. Hannity präsentierte sich früh als entschiedener Anhänger von Donald Trump, den er beriet und häufig interviewte. Ihm wird vorgeworfen, häufig Verschwörungstheorien zu verbreiten.[73][74][75]
- The Ingraham Angle (ab 2017): Meinungssendung von 22 bis 23 Uhr EST, moderiert von der rechtskonservativen Radiomoderatorin Laura Ingraham.[70] Ingraham ist eine bekennende Trump-Unterstützerin und Gegnerin von illegaler Einwanderung und Freihandelsabkommen.

Ehemalige Sendungen:
- Hannity & Colmes (1996–2009) Meinungssendung von 21 bis 22 Uhr EST, moderiert von Sean Hannity und Alan Colmes, die politische Topthemen des Tages diskutierten, wobei Colmes die Sicht der Demokratischen Partei vertrat und Hannity die der Republikanischen Partei. Ende 2008 verließ Colmes die Sendung. Der Sendeplatz wurde von Hannity übernommen.
- Hannity’s America (2007–2009) sonntägliche Meinungssendung des Moderatoren Sean Hannity, die zugunsten der Sendung Hannity eingestellt wurde.
- The Kelly File (bis 2017): Nachrichtensendung von 21 bis 22 Uhr EST, moderiert von Megyn Kelly, mit zumeist drei Topthemen des Tages. Kelly war eine der wenige Moderatoren bei Fox News die offen Kritik an Donald Trump übte.
- The O’Reilly Factor: (bis 1998 The O’Reilly Report; bis 2017) Meinungssendung von 20 bis 21 Uhr EST, moderiert von Bill O’Reilly. Dies war lange Zeit die meistgesehene Talkshow im US-Kabelfernsehen. O’Reilly behandelte dabei kontroverse Themen aus der öffentlichen Diskussion und wies pointiert auf tatsächliche oder vermeintliche Widersprüche in Aussagen von (in aller Regel demokratischen) Politikern hin. Die politische Ausrichtung verstand sich selbst als konservativ, die Sendung, die vor allem von Senioren gesehen wurde, wollte sich bewusst von den übrigen Medien abgrenzen, die von den Sendungsverantwortlichen als „linksliberal“ und parteiisch empfunden wurden. Als bekannt wurde, dass O’Reilly seit Jahren sexuelle Belästigung vorgeworfen worden war, trennte sich der Sender im April 2017 von ihm.
- The Real Story with Gretchen Carlson (bis 2016): Meinungssendung von 14 bis 15 Uhr EST mit rechtskonservativer Ausrichtung, moderiert von Gretchen Carlson. Die Sendung wurde im Sommer 2016 abgesetzt; Carlson verklagte anschließend Roger Ailes wegen sexueller Belästigung. Nachdem sich auch Megyn Kelly und andere Mitarbeiterinnen den Vorwürfen angeschlossen hatten, trat Ailes am 21. Juli 2016 als Senderchef zurück.
- Glenn Beck (bis 2011): Meinungssendung von 17 bis 18 Uhr EST, moderiert von Glenn Beck. Beck kritisierte in seiner Sendung nahezu ausschließlich und in großer Schärfe die Politik der Obama-Regierung und unterstellte dem Präsidenten eine wahlweise kommunistische, nationalsozialistische oder islamistische Verschwörung (I’m just asking questions!) gegen die USA. Anfang April 2011 gab Fox News bekannt, dass Becks Sendung auslaufe. Es wurden neue gemeinsame Produktionen angekündigt, aber bislang nicht realisiert.[76] Glenn Becks Sendung hatte in den Wochen vor der Absetzung massiv an Zuschauern verloren.[77]
- The Fox News Specialists (bis 2017): Talkshow von 17 bis 18 Uhr EST mit Eric Bolling, Katherine Timpf und Eboni Williams mit rechtskonservativer Ausrichtung.
- On the Record with Greta Van Susteren (bis 2016): Meinungssendung von 19 bis 20 Uhr EST, moderiert von der Anwältin und ehemaligen Juraprofessorin Greta Van Susteren. Van Susteren verließ Fox News kurz nach dem Weggang von Roger Ailes.
- Shepard Smith Reporting: Nachrichtensendung von 15 bis 16 EST, moderiert von Shepard Smith. Der Homosexuelle Smith fiel bei Fox News auch mit seiner politischen Einstellung aus dem Rahmen; so griff er den republikanischen US-Präsidenten Donald Trump wiederholt scharf an. Smith gab am Ende seiner Sendung am 12. Oktober 2019 bekannt, dass er den Sender verlassen werde.
- Tucker Carlson Tonight (2016 bis 2023): Meinungssendung von 20 bis 21 Uhr EST, moderiert von dem bekennenden Trump-Unterstützer Tucker Carlson. Carlson lädt in seine Show häufig Kritiker der Trump-Regierung ein und diskutiert mit ihnen, wobei er stets die Politik von Donald Trump verteidigt. Ein regelmäßig wiederkehrendes Thema sind daneben Berichte über kriminelle Einwanderer, wobei Carlson ausdrücklich keinen Unterschied zwischen legalen und illegalen Immigranten macht.[78][79][80][81] Carlson wurde im April 2023 entlassen, den Zeitslot soll ab Mitte Juli 2023 Jesse Watters übernehmen.[82]

## Ableger und Empfang weltweit
siehe auch: Liste von Fernsehstationen und Affiliates der Fox Broadcasting Company
2003 wurde das Fox News Radio gegründet, das die Inhalte des Fox News Channel US-weit Radiostationen zur Verfügung stellt und mit iHeartMedia zusammenarbeitet. Seit dem 15. Oktober 2007 macht der Wirtschaftssender Fox Business Network seinem Gegenstück CNBC USA Konkurrenz. Im August 2020 richtete Fox News einen Streaming-Service ein, durch den der Sender auch in anderen Ländern als den USA empfangen werden konnte, wobei Mexiko, Deutschland, Großbritannien und Spanien den Anfang machten. Bis zum Ende des Jahres 2020 sollte der Empfang in 20 Ländern möglich sein und pro Monat 6,99 Dollar kosten.